# Focus (Jan Akkerman & Thijs van Leer)
Focus is een muziekalbum uit 1985 van Jan Akkerman en Thijs van Leer. Het was de eerste keer na het vertrek van Akkerman uit Focus in 1975 dat de twee weer samenwerkten.

## Ontstaan en productie
Na de opheffing van Focus in 1978 gingen Akkerman en Van Leer ieder hun weg. Rond 1984 ontstond bij beiden de interesse om weer samen muziek te maken. Zij trokken zich een paar maanden lang, met tussenpozen, terug in Studio Spitsbergen in het Groningse Zuidbroek om samen met producer Ruud Jacobs en opnametechnicus Emile Elsen nieuw materiaal op te nemen. Een selectie uit de paar uur muziek die toen is opgenomen verscheen in april 1985 op LP (Vertigo 824 524-1).
Na het verschijnen van de plaat hebben Akkerman en Van Leer een eenmalig concert gegeven in Muziekcentrum Vredenburg in Utrecht waarop naast het nieuwe materiaal ook oude Focusnummers en muziek van Van Leer werd gespeeld.

## Musici
- Jan Akkerman — gitaren, synthesizers
- Thijs van Leer — toetsen, fluit, zang
- Tato Gomez - basgitaar
- Ustad Zamir Ahmad Khan - tabla
- Sergio Castillo - drumfills
- Ruud Jacobs - contrabas

## Tracklist
| Nr. | Titel                            | Duur |
| --- | -------------------------------- | ---- |
| 1.  | Russian Roulette (T. van Leer)   | 5:54 |
| 2.  | King Kong (J. Akkerman)          | 3:55 |
| 3.  | Le Tango (T. van Leer/R. Peters) | 4:55 |
| 4.  | Indian Summer (J. Akkerman)      | 5:50 |

| Nr. | Titel                                                        | Duur  |
| --- | ------------------------------------------------------------ | ----- |
| 1.  | Beethoven's Revenge (Bach-One-Turbo-Overdrive) (J. Akkerman) | 10:47 |
| 2.  | Olé Judy (T. van Leer)                                       | 3:52  |
| 3.  | Who's Calling? (T. van Leer/J. Akkerman)                     | 7:30  |